# Jankovce
Jankovce est un village de Slovaquie situé dans la région de Prešov.

## Histoire
Première mention écrite du village en 1317.

## Démographie

### Évolution de la population
| Année:               | 1994. | 2004.   | 2014.   | 2024.   |
| -------------------- | ----- | ------- | ------- | ------- |
| Nombre de personnes: | 279   | 268     | 272     | 269     |
| Différence:          |       | -3,94 % | +1,49 % | -1,10 % |

| Année:               | 2023. | 2024.   |
| -------------------- | ----- | ------- |
| Nombre de personnes: | 270   | 269     |
| Différence:          |       | -0,37 % |